# Nassarius comptus
Nassarius comptus là một loài ốc biển, là động vật thân mềm chân bụng sống ở biển thuộc họ Nassariidae.
Có một phân loài: Nassarius comptus polita (Marrat, 1880)

## Miêu tả
Kích thước vỏ ốc khoảng 15 mm và 24 mm

## Phân bố
Loài này phân bố ở Biển Đỏ và ở Ấn Độ Dương dọc theo vùng bể Mascarene và Mauritius và ở Thái Bình Dương dọc theo Indonesia và Úc.